# Kurt von Goessel

Kapitän Kurt von Goessel

Kurt von Goessel (* 20. Februar 1852 in Ratibor, Oberschlesien; † 30. Januar 1895 auf See) war ein deutscher Kapitän.

## Biografie

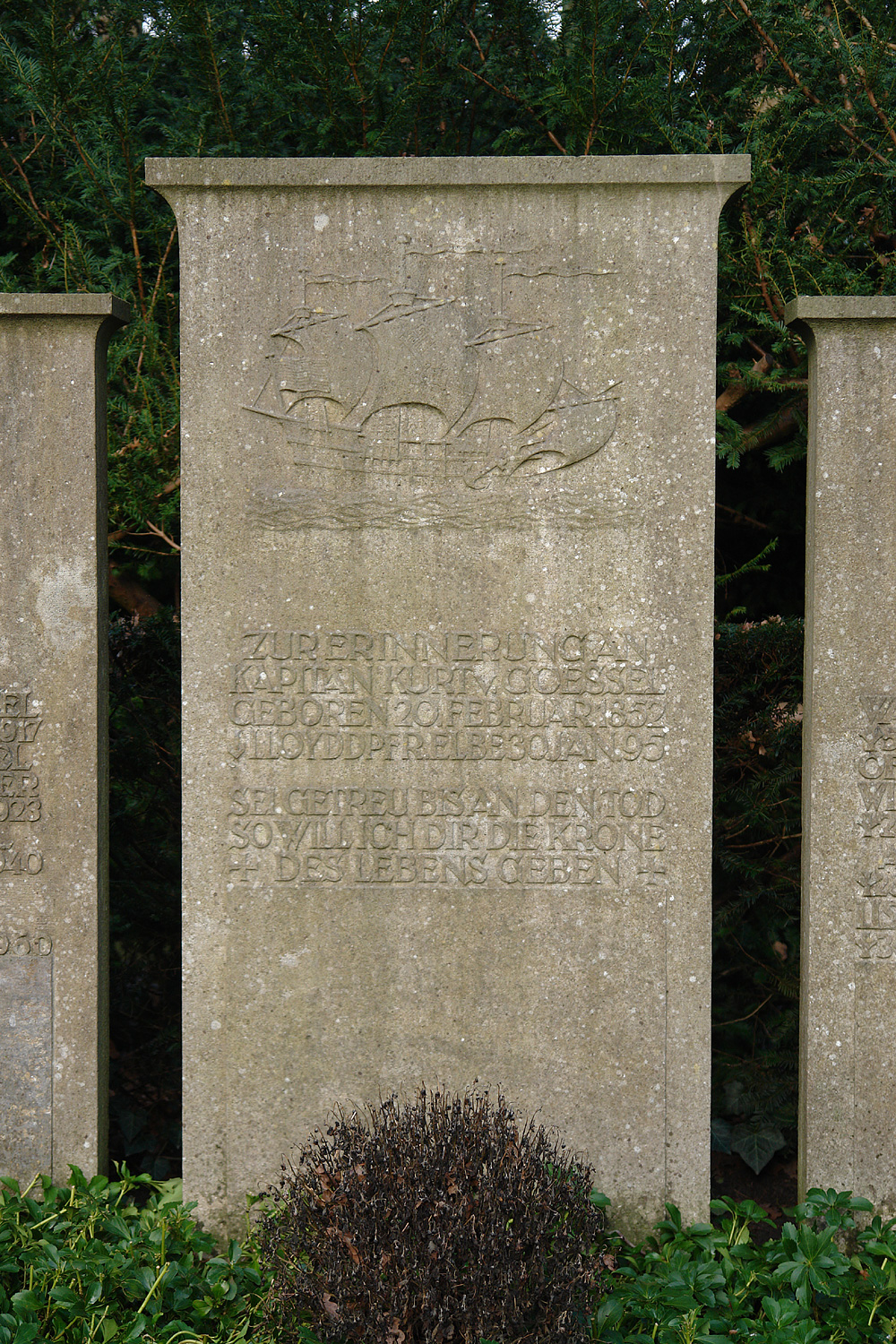
Grabstein von Kurt von Goessel auf dem Osterholzer Friedhof in Bremen

Von Goessel war Kapitän bei der deutschen Reederei Norddeutscher Lloyd. Er wurde postum bekannt, als er und die meisten Passagiere und Besatzungsmitglieder mit seinem Schiff untergingen.
Am 30. Januar 1895 geriet das 4510 Bruttoregistertonnen große Passagierschiff Elbe vom Norddeutschen Lloyd bei seiner Linienfahrt von Bremerhaven nach New York auf Kollisionskurs mit dem Kohledampfer Crathie und ging unter. Von den 352 (oder 394) Passagieren und Besatzungsmitgliedern überlebten nur 22 Personen im einzigen Rettungsboot die Katastrophe.
Goessel heiratete am 9. September 1874 in Hannover Louise Anna Christina Müller.

## Ehrungen
- Die Gemeinde Goessel in Kansas (Vereinigte Staaten) wurde 1895 nach ihm benannt.[1]
- Das 1896 von Diedrich Samuel Kropp modellierte und von F. W. Heine gegossene Medaillon-Porträt[2]
- Die Goesselstraße in Bremen-Findorff wurde 1913 nach ihm benannt.